# Archivos del Estado de Israel

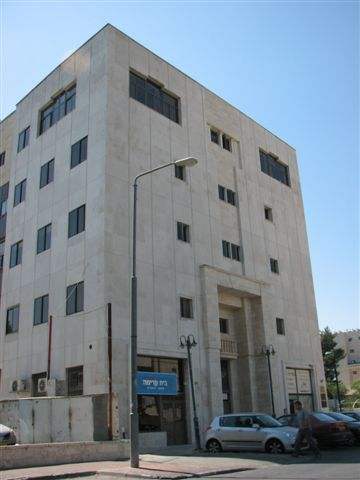

Archivos del Estado de Israel (en idioma hebreo: ארכיון המדינה, Archion HaMedina) es el archivo nacional de Israel, que se encuentra en Jerusalén. El archivo alberga alrededor de 400 millones de documentos, mapas, sellos, cintas de audio, clips de video, fotografías y publicaciones especiales.